# Stalag
Stalag (forkortelse for Stammlager, i den fulde ordlyd Kriegsgefangenen-Mannschafts-Stammlager) er en betegnelse for krigsfangelejre i Tyskland, som blev anvendt under 1. verdenskrig og 2. verdenskrig.
Lejrene blev hovedsagelig anvendt til indkvartering af militære krigsfanger – menige og underofficerer mens officerer blev indsat i separate lejre kaldet Oflags.
Under 2. verdenskrig administrerede Luftwaffe Stalag Luft-lejre for nedskudte allierede flybesætninger, medens Kriegsmarine havde tilsvarende lejre, kaldet Marlag, for forliste allierede søfolk.

## Mest kendte lejre
- Stalag Luft III var en stor lejr, der under 2. verdenskrig var beliggende i det nuværende Żagań i Polen. Lejren er kendt for et flugtforsøg den 24. marts 1944, hvor 76 allierede fanger undslap gennem en 110 meter lang tunnel. 76 af fangerne blev taget til fange igen efter to uger. 50 af dem blev henrettet efter ordre fra Hitler. Flugten fra Stalag Luft III blev hjulpet på vej af MIS-X en tophemmelig amerikansk organisation.

Flugtforsøget blev filmatiseret under titlen The Great Escape.
- Stalag VII-A, den største tyske krigsfangelejr under 2. verdenkrig, var beliggende nord for Moosburg an der Isar i Bayern, Tyskland. Over 110.000 allierede soldater blev holdt i fangenskab i denne lejr og en nabolejr.
Lejren blev befriet af U.S. 14th Armored Division efter en kort skudveksling med soldater fra den 17. SS-Panzergrenadier-Division den 29. april 1945.